# Manor Park (Londen)
Manor Park is een wijk in het Londense bestuurlijke gebied London Borough of Newham, in het oosten van de regio Groot-Londen. Er bevindt zich een park met de officiële naam Little Ilford Park. Het park is wellicht beter bekend als Itchycoo Park, dat bezongen werd door de Britse popgroep The Small Faces.

## Geboren
- Greer Garson (1904-1996), actrice
- Jimmy Greaves (1940-2021), voetballer

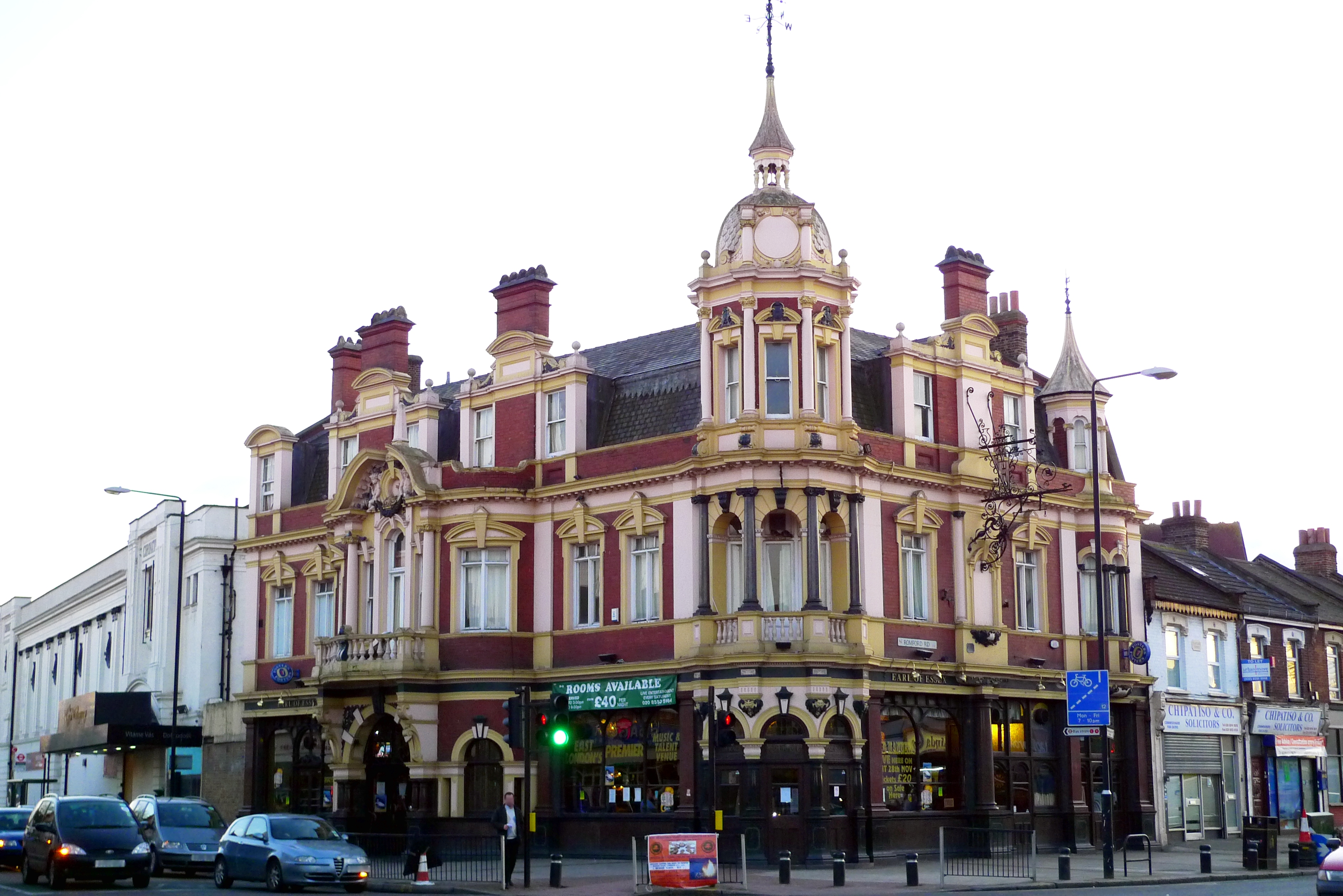
Earl of Essex, Manor Park